# أداء ناقص
الأداء الناقص هو خلاف الأداء الكامل، كأداء المنفرد والمسبوق فيما سبق.